# Nemertesia verticillata
Nemertesia verticillata is een hydroïdpoliep uit de familie Plumulariidae. De poliep komt uit het geslacht Nemertesia. Nemertesia verticillata werd in 1925 voor het eerst wetenschappelijk beschreven door Fraser. 